# Ångkorvetten Sagas långresor
Ångkorvetten Sagas långresor är en förteckning över de långresor som den svenska ångkorvetten Saga genomförde mellan 1879 och 1904.

## 1879
Första långresan. 
Färdväg
1. Sverige
2. Falmouth, England
3. Gibraltar
4. Barcelona, Spanien
5. Plymouth, England
6. Sverige

## 1881
Färdväg
1. Sverige
2. Cadiz, Spanien
3. Brest, Frankrike
4. Plymouth, England
5. Sverige

## 1882
Färdväg
1. Sverige
2. Sheerness, England
3. Ponta Delgada, Azorerna
4. Kristiansand, Norge
5. Trondheim, Norge
6. Sverige

## 1883, första långresan
Färdväg
1. Sverige
2. Pembroke, Wales
3. Funchal, Madeira, Portugal
4. Cherbourg, Frankrike
5. Sverige

## 1883, andra långresan
Färdväg
1. Sverige
2. Brest, Frankrike
3. Lerwick, Shetlandsöarna, Skottland
4. Bergen, Norge
5. Sverige

## 1884
Färdväg
1. Sverige
2. Vigo, Spanien
3. Malaga, Spanien
4. Plymouth, England
5. Sverige

## 1886
Färdväg
1. Sverige
2. Dartmouth, England
3. Funchal, Madeira, Portugal
4. Santa Cruz de Tenerife, Teneriffa, Kanarieöarna, Spanien
5. Ponta Delgada, Azorerna
6. Kingstown nuvarande Dún Laoghaire, Irland
7. Liverpool, England
8. Köpenhamn, Danmark
9. Sverige

## 1887
Färdväg
1. Sverige
2. Cadiz, Spanien
3. Le Havre, Frankrike
4. Horten, Norge
5. Sverige

## 1888–1889
Färdväg
1. Sverige
2. Kristiansand, Norge
3. Plymouth, England
4. Funchal, Madeira, Portugal
5. Rio de Janeiro, Brasilien
6. Montevideo, Uruguay
7. Kapstaden, Sydafrika
8. Sankta Helena, Storbritannien
9. Ascension, Storbritannien
10. Kap Verde
11. Cherbourg, Frankrike
12. Sverige

## 1889–1890
Färdväg
1. Karlskrona Avseglade 12 september 1889
2. Plymouth, England
3. Funchal, Madeira, Portugal
4. Bridgetown, Barbados
5. Port of Spain, Trinidad
6. Fort de France, Martinique, Västindien
7. Saint Pierre, Martinique, Västindien
8. Pointe á Pitre, Guadeloupe, Västindien
9. Gustavia, Saint Barthélemy, Västindien Anlöpte 6 januari 1890, avseglade 13 januari 1890
10. Kingston, Jamaica
11. New Orleans, USA
12. Havanna, Kuba
13. Bermuda, Västindien
14. Plymouth, England
15. Karlskrona Anlöpte 9 maj 1890

## 1892–1893
Färdväg
1. Sverige
2. Plymouth, England
3. Madeira, Portugal
4. Bridgetown, Barbados
5. Trinidad
6. Fort de France, Martinique, Västindien
7. Saint Pierre, Martinique, Västindien
8. Saint Thomas, Virgin Islands, Västindien
9. Port Royal, Jamaica
10. Santiago de Cuba, Kuba
11. Havanna, Kuba
12. Bermuda, Västindien
13. Lissabon, Portugal
14. Dartmouth, England
15. Sverige

## 1894
Färdväg
1. Sverige
2. Plymouth, England
3. Ferrol, Spanien
4. Cadiz, Spanien
5. Amsterdam, Nederländerna
6. Köpenhamn, Danmark
7. Sverige

## 1895
Färdväg
1. Sverige
2. Huelva, Spanien
3. Gibraltar
4. Funchal, Madeira, Portugal
5. Cherbourg, Frankrike
6. Sverige

## 1896
Färdväg
1. Sverige
2. Huelva, Spanien
3. Alger, Algeriet
4. Gibraltar
5. Brest, Frankrike
6. Cuxhaven, Tyskland
7. Kiel, Tyskland
8. Sverige

## 1897
Färdväg
1. Sverige
2. Funchal, Madeira, Portugal
3. Las Palmas, Kanarieöarna, Spanien
4. Ponta Delgada, Azorerna
5. Spithead, England
6. Sverige

## 1898
Resan gick till Lissabon med anledning av Vasco da Gamas 400-årsjubileum.
Färdväg
1. Sverige
2. Lissabon, Portugal
3. Cadiz, Spanien
4. Plymouth, England
5. Kiel, Tyskland
6. Sverige

## 1899
Färdväg
1. Sverige
2. Falmouth, England
3. Malaga, Spanien
4. Gibraltar
5. Tanger, Marocko
6. Vlissingen, Nederländerna
7. Antwerpen, Belgien
8. Sverige

## 1900
Färdväg
1. Sverige
2. Horten, Norge
3. Lyme Bay, England
4. Le Havre, Frankrike
5. Sverige

## 1903–1904
Sista långresan.
Färdväg
1. Sverige
2. Holtenau, Tyskland
3. Brunsbüttel, Tyskland
4. Le Havre, Frankrike
5. Madeira, Portugal
6. Santa Cruz de Tenerife, Teneriffa, Kanarieöarna, Spanien
7. Las Palmas, Kanarieöarna, Spanien
8. Arrecife, Spanien
9. Las Palmas, Kanarieöarna, Spanien
10. Santa Cruz de Tenerife, Teneriffa, Kanarieöarna, Spanien
11. Gibraltar
12. Alexandria, Egypten
13. Neapel, Italien
14. Dartmouth, England
15. Brunsbüttel, Tyskland
16. Holtenau, Tyskland
17. Sverige